# ウィキペディアの終焉予測
ウィキペディアの終焉予測（ウィキペディアのしゅうえんよそく）ではインターネット百科事典のウィキペディアのプロジェクト終焉に関する様々な予測について述べる。
様々な出版物や批評家が、ウィキペディアの終焉について予測を立てている。知名度が上がった2005年頃から、様々なプロジェクト衰退のシナリオが示された。記事の質の低下や、編集者の減少が衰退のシナリオとして考えられている。また、ウィキペディアのコミュニティ内での意見の相違が、プロジェクトの崩壊につながるとする説もある。他にも、ウィキペディアに代わる類似サイトが成長し、結果ウィキペディアが衰退するという予測も出た。しかし、この予想に反しウィキペディアは成長を続けている。

## 原因
考えられる原因として、
- 一部の批評家はデマや宣伝、誤りを挙げ、良質なコンテンツの欠如は人々が他のより良いコンテンツを見つけ、ウィキペディアの衰退につながると主張している[6]。
- 編集者の減少で機能しなくなり、崩壊する[7]。
- 管理者の不平な行動が利用者または、他の編集者の怒りを買い衰退に繋がる[8]。
- 有用な記事が不当に削除され、衰退につながる[9]。
- 他言語版からの機械翻訳によって読みにくい文章になり、信頼性も落ちる[10]。

などがあげられる。